# Pseudoleptochelia longidactylus
Pseudoleptochelia longidactylus is een naaldkreeftjessoort uit de familie van de Leptocheliidae. De wetenschappelijke naam van de soort is voor het eerst geldig gepubliceerd in 1977 door Bacescu.